# Hollywood Rock
Hollywood Rock est un festival de musique qui s'est tenu à Sao Paulo et Rio de Janeiro au Brésil en 1975, en 1988, en 1990 et de 1992 à 1996. Sponsorisé et organisé par le cigarettier Souza Cruz, fabricant des Hollywood, il est annulé à la suite d'une loi voté par le Sénat du Brésil interdisant tout événement culturel ou sportif sponsorisé par une marque d'alcool ou de tabac.

## Historique

### 1975
La première édition du Hollywood Rock, dirigée par Nelson Motta, se fait dans le stade de Botafogo de Rio de Janeiro et ne met en scène que des artistes brésiliens : Raul Seixas, Rita Lee, O Terço, Vímana, Celly Campelo et Erasmo Carlos notamment.

### 1988
La seconde a lieu en janvier 1988 avec quatre soirées par ville, au Morumbi stadium de Sao Paulo et à l'Apoteose Square du Sambodrome Marquês de Sapucaí de Rio de Janeiro. Supertramp, The Pretenders, Duran Duran et Simple Minds sont en tête d'affiche de cette édition du festival. Les performances de Simply Red et de UB 40, respectivement en ouverture de Duran Duran et de Simple Minds, impressionnent le public et la presse. Le groupe de reggae se distingue également par la présence d'invités sur scène : Robert Palmer, Chrissie Hynde et Os Paralamas do Sucesso après avoir rejoint The Pretenders la veille pour leur rappel où ils interprètent I Got You Babe de Sonny Bono. Johnny Marr, des Smiths, fait aussi une apparition lors de ce concert.

### 1990
La troisième édition du festival se déroule du 25 au 25 janvier 1990 au même endroit qu'en 1975 avec pour têtes d'affiche : Bob Dylan, Bon Jovi, Marillion, Tears for Fears, Terence Trent D'Arby et Eurythmics, tandis que les groupes brésiliens sont Gilberto Gil, Barão Vermelho, Lobão, Engenheiros do Hawaii et Capital Inicial.

### 1992
La quatrième se fait au stade du Pacaembu de Sao Paulo et au sambodrome Marquês de Sapucaí de Rio de Janeiro avec Living Colour, EMF, Seal, Jesus Jones, Skid Row et Extreme en têtes d'affiche et Lulu Santos, Titãs, Os Paralamas do Sucesso et Barão Vermelho pour les groupes locaux.

### 1993
La cinquième édition du Hollywood Rock est considérée comme la meilleure, avec la venue de groupes renommés tels que Nirvana, Alice in Chains, L7, Red Hot Chili Peppers et Simply Red. La demande étant d'ailleurs conséquente, les concerts de Sao Paulo sont déplacés au Morumbi Stadium, qui est plus grand. Les groupes locaux sont : DeFalla, Biquini Cavadão, Dr. Sin, Engenheiros do Hawaii et Midnight Blues Band.
Le 23 janvier, Nirvana joue pour la première fois sur scène Scentless Apprentice et Heart-Shaped Box. Les passages du trio grunge sont remarqués par les médias et le public tant Kurt Cobain est sous l'emprise de drogues, crachant sur les caméras de Rede Globo diffusant le spectacle en direct et essayant de détruire tout ce qu'il y a sur scène. Une partie de leurs performances se retrouvent sur leur vidéo Live! Tonight! Sold Out!!.

### 1994
Cette sixième édition prend une nouvelle fois place au Morumbi Stadium de Sao Paulo et au sambodrome Marquês de Sapucaí de Rio de Janeiro. Elle met en scène Aerosmith, Poison, Ugly Kid Joe, Sepultura, Live, Robert Plant et Whitney Houston pour les têtes d'affiche et Titãs, Skank et Jorge Ben Jor pour les artistes brésiliens.

### 1995
La septième édition revient au stade du Pacaembu de Sao Paulo et voit la participation des Rolling Stones et de Spin Doctors. Les groupes locaux sont Barão Vermelho et Rita Lee.

### 1996
La huitième et dernière édition du Hollywood Rock se tient en janvier 1996 avec Jimmy Page, Robert Plant, The Smashing Pumpkins, Supergrass, White Zombie, The Cure et The Black Crowes en têtes d'affiche et Pato Fu, Raimundos et Chico Science e Nação Zumbi pour les groupes brésiliens.